# Iguanura thalangensis
Iguanura thalangensis är en enhjärtbladig växtart som beskrevs av Chong Keat Lim. Iguanura thalangensis ingår i släktet Iguanura och familjen Arecaceae. Inga underarter finns listade i Catalogue of Life.